# Nine Types of Light
Albums de TV on the Radio
Dear Science
(2008) Seeds
(2014)
Nine Types of Light, cinquième album studio du groupe américain TV On The Radio, est sorti le 11 avril 2011.

## Liste des titres
1. Second Song – 4:22
2. Keep Your Heart – 5:43
3. You – 4:05
4. No Future Shock – 4:03
5. Killer Crane – 6:15
6. Will Do – 3:46
7. New Cannonball Blues – 4:34
8. Repetition – 3:46
9. Forgotten – 3:40
10. Caffeinated Consciousness – 3:21